# 必須医薬品
- エッセンシャルメディシン
- エッセンシャルメディスン
- エッセンシャルドラッグ

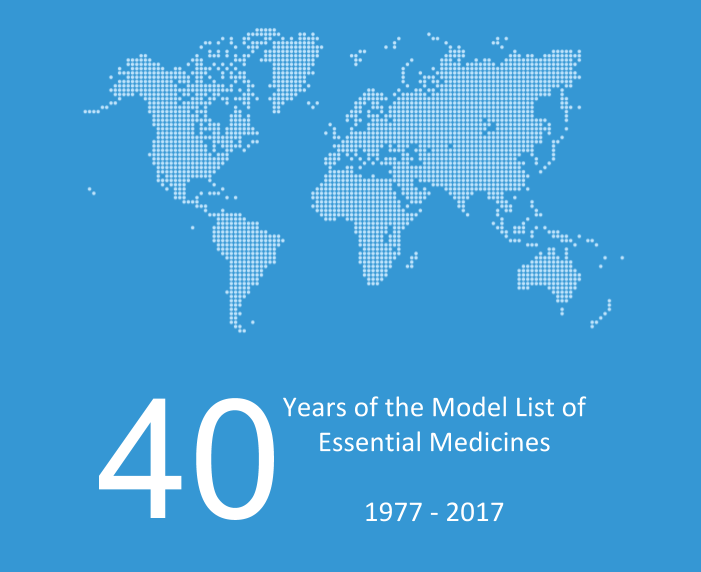
2017年に40周年を迎えたWHO必須医薬品モデル・リストのロゴ

必須医薬品（ひっすいやくひん、英語: Essential medicines）とは、世界保健機関 (WHO) によって「人口の大部分におけるヘルスケア上の需要を満たすものである。そのために、適切な量・適切な剤形で個人やコミュニティが入手しうる価格であるべきである」と定義されている医薬品である。

## 概要
WHO必須医薬品モデル・リストを参考に、国家や地域にあった必須医薬品を揃えるよう世界保健機関は呼びかけ、150か国以上が独自の必須医薬品を公表している。これらのリストにより開発途上国の保健当局は医薬品資源を最適化することができる。WHOリストには、コアリスト（Core list）と補完リスト（Complementary list）からなる。
コアリストには、基礎的なヘルスケアにとって必要最低限とされる医薬品のリストで、優先度の高い最も費用対効果が高く、安全で効果的な薬がリストアップされている。
補完リストには、特殊な診断施設等が必要とされる重症疾患のための必須医薬品がリストアップされている。

## 歴史
定義は時代と共に変化した。
1977年にWHOは「人々の医療ニーズに必要な最も重要で、基本的で、不可欠な」薬であると定義した。このコンセプトは、1978年に開催された第一回プライマリ・ヘルス・ケアに関する国際会議で採択されたアルマ・アタ宣言でも言及されている。
2002年に定義が「必須医薬品は、人口の大部分におけるヘルスケア上のニーズを満たすものである」と変更された。

### WHO必須医薬品モデル・リスト
1977年に発表され、2年ごとに更新されている必須医薬品 (E-Drug) の一覧表。2019年に公表された 第21版 が現在最新である。また2007年10月から小児版 (12歳以下) もリリースされ、こちらは2019年に発表された第7版が最新である。